# Danviksbron
Danviksbron ou Danviksbro  (en suédois : pont de Danvik) sont deux pont basculant situés au centre de Stockholm en Suède.

## Situation
Il s'agit en fait de deux ponts à haubans, distants d'un mètre, enjambant le canal Danvikskanalen en direction de la Saltsjöbanan (sv) et de Värmdövägen, en direction de la commune de Nacka et de la commune de Värmdö.
Le premier pont a été achevé en 1922 et le second pont en 1956.
Les ponts relient les quartiers de Södermalm (côté ouest) et de Södra Hammarbyhamnen (côté est).

## Premier pont à bascule

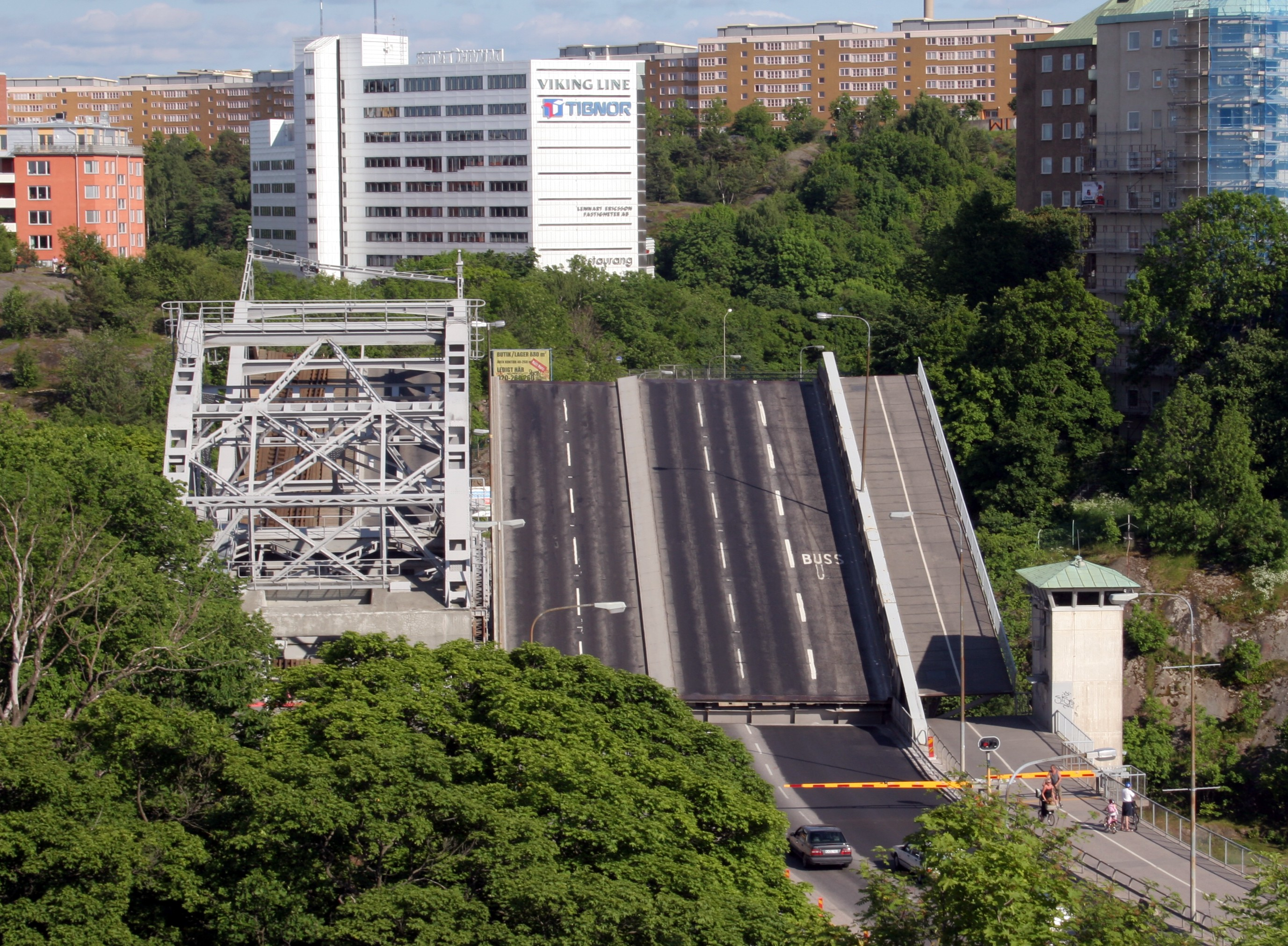
Ouverture en 2005

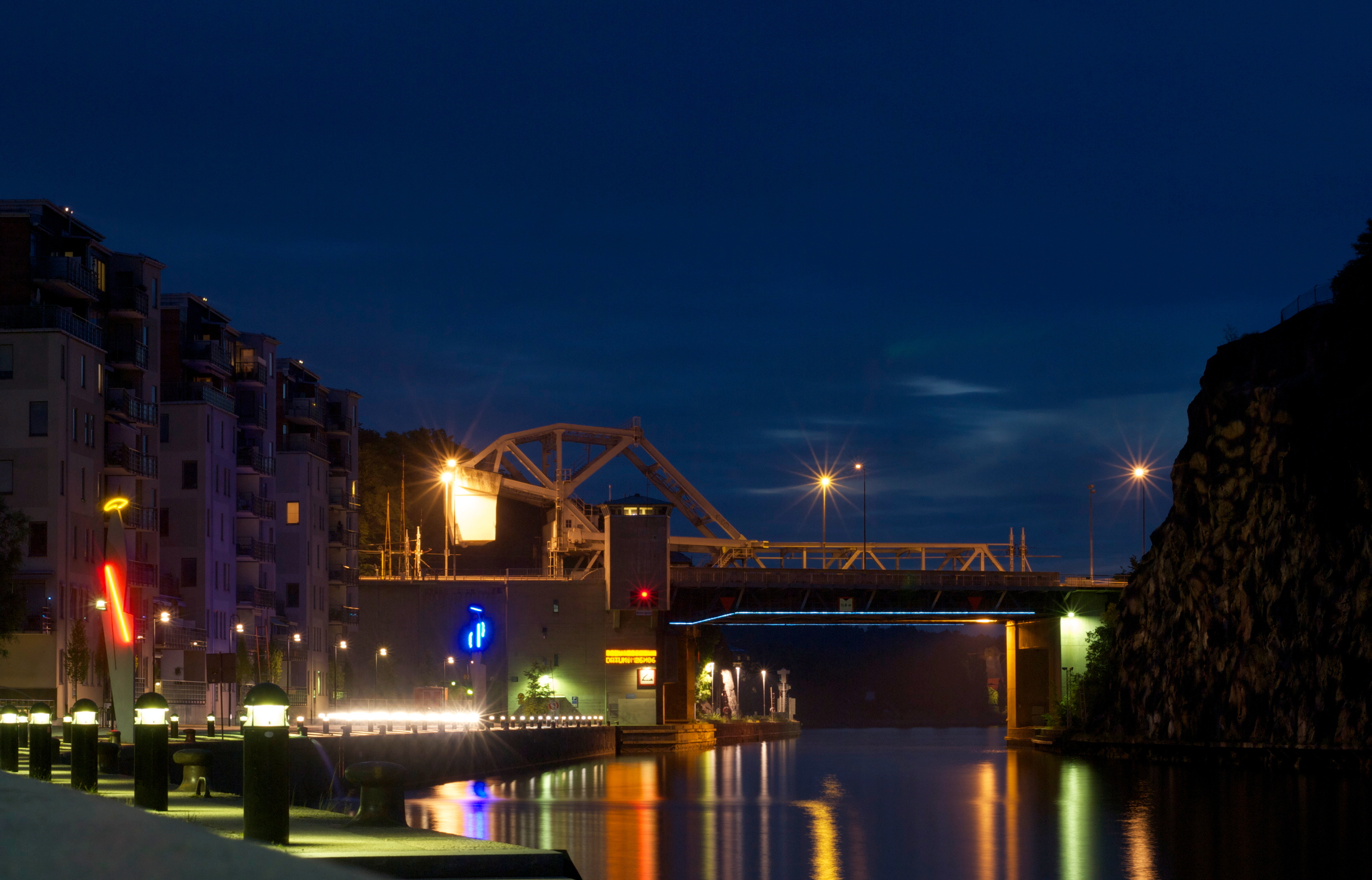
Le pont la nuit.

Lorsque le Danvikskanalen a explosé au début des années 1920, le premier des ponts actuels a été construit, qui a remplacé le pont en bois et le viaduc de Saltsjöbanan.
Le pont est ouvert au trafic ferroviaire le 20 novembre 1921 et au trafic routier le 28 août 1922.
Le nouveau pont était un pont basculant à un seul bras de 14 mètres de large, doté d'un énorme contrepoids en béton au-dessus du tablier du pont et d'une hauteur de 12,5 mètres. Les bras de support étaient construits sous la forme d'une ferme en acier et, du côté est, le pont était relié à un viaduc en béton à trois travées.
Dès le départ, le pont comportait une seule voie pour les voitures, les bus, les piétons et les cyclistes en plus des voies de la Saltsjöbanan. Aujourd'hui, cette voie est utilisée comme voie de transport en commun  sur le pont.
Jusque dans les années 1940, le pont du côté de Södermalm reliait à Danviksgatan, c'est-à-dire au virage actuel d'Alsnögatan traversant le quartier de Sommaren. À partir des années 1940, il se connecte à Folkungagatan, qui a été transformée en autoroute en 1973.

## Deuxième pont

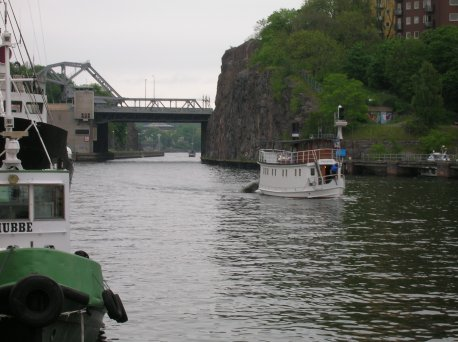
Bateau sur Hammarby Sjö Danviksbron en arrière-plan en juin 2005.

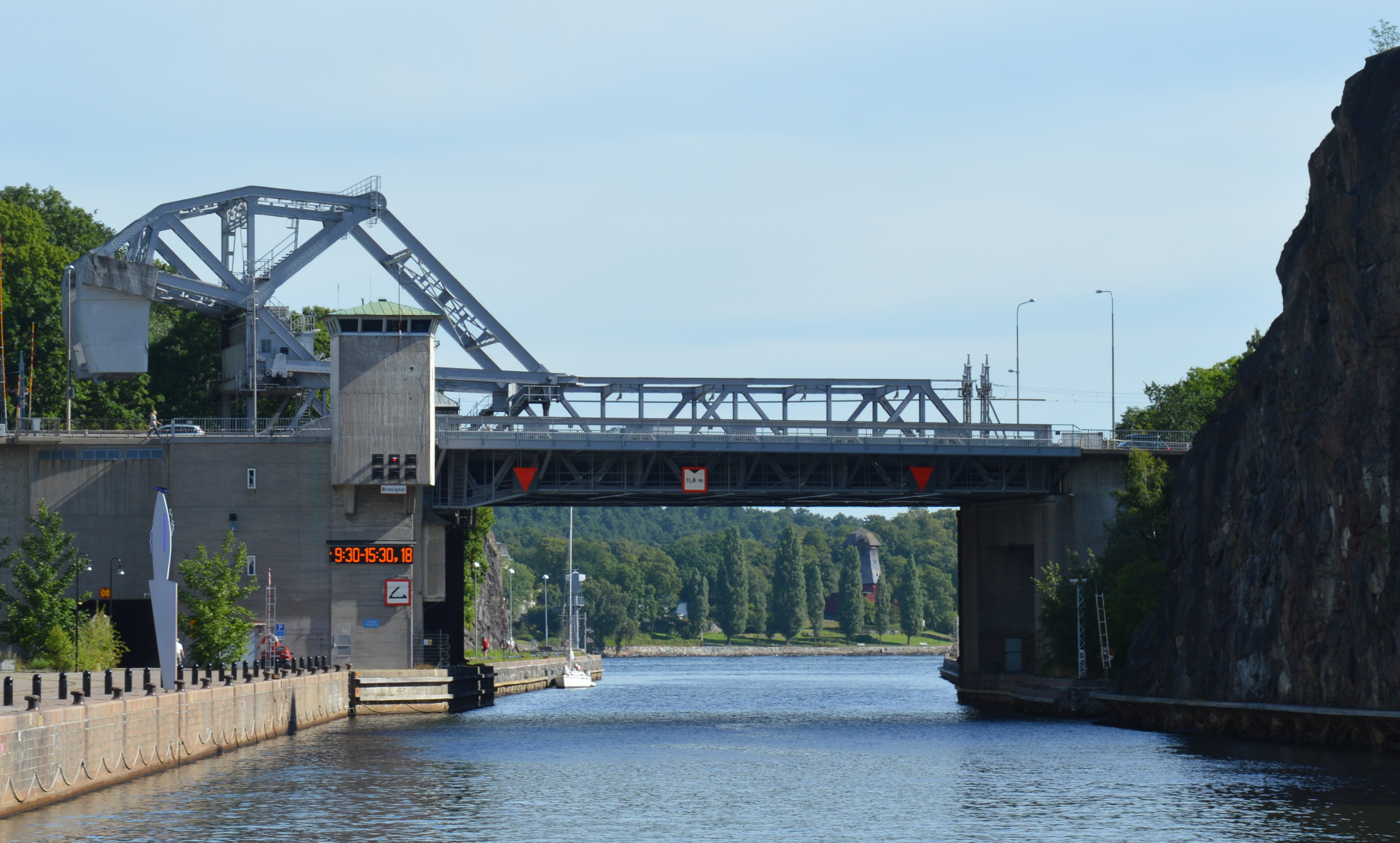
Danviksbro en 2015.

En 1951, une proposition fut avancée pour élargir le pont, ce qui signifiait qu'un autre pont serait construit au sud du premier, également un pont à bascule à un seul bras. La décision fut prise en 1952, les travaux de construction commencèrent en 1953 et le 1er juin 1956 le nouveau pont fut inauguré. Il mesurait 22 mètres de large, dont 14 mètres de chaussée et cinq mètres de voie piétonne/cyclable et avec la même hauteur que le premier pont à haubans.
Un nouvel élargissement du pont a été réalisé en 1973-1977 pour accueillir six voies.
Aux heures de pointe, en semaine de 6h00 à 9h15 et de 15h30 à 18h30, il n'y a pas d'ouverture du pont, car de longues files d'attente se forment rapidement à la fois sur Värmdövägen et sur Folkungagatan.

## Projet de nouveau pont ou de tunnel
Jusqu'en 2011, il était prévu de construire un nouveau pont ou tunnel à double voie pour le Saltsjöbanan.
Il aurait remplacé le premier pont. Les estimations de coûts (plus de 3 milliards SEK, y compris un nouveau tramway à double voie vers Slussen) ont suscité des hésitations et il a depuis été décidé d'investir dans la construction d'un métro entre Kungsträdgården et Nacka.